# Nils Frahm
Nils Frahm (Berlín, 20 de septiembre de 1982) es un músico y compositor alemán residente en Berlín. Ha publicado tanto material en solitario como en colaboración con otros músicos como Anne Müller, Ólafur Arnalds o F.S. Blumm.

## Biografía
Frahm se introdujo en la música a una edad temprana, aprendiendo a tocar el piano en su infancia y asimilando tanto los estilos del piano clásico como los de compositores contemporáneos.
Actualmente trabaja como compositor y productor en Berlín.
A principios de 2008 fundó Durton Studio, dónde ha trabajado con artistas similares.

## Discografía

### Grabaciones como solista
- 2005: Streichelfisch
- 2006: My First EP
- 2008: Electric Piano
- 2009: Wintermusik (Erased Tapes, EP)
- 2010: The Bells (Kning Disk, LP)
- 2010: Unter/Über (Erased Tapes, EP)
- 2011: Felt (Erased Tapes)
- 2011: Juno (Erased Tapes, EP)
- 2012: Screws (Erased Tapes)
- 2013: Spaces (Erased Tapes)
- 2015: Solo (EP)
- 2015: Music for the Motion Picture Victoria
- 2016: Solo Remains
- 2018: All Melody
- 2018: Encores 1
- 2019: Encores 2
- 2019: Encores 3
- 2019: All Encores
- 2020: Empty

### Colaboraciones
- 2008: Library Tapes / Nils Frahm con Library Tapes
- 2009: Dauw con Machinefabriek (Dekorder, EP)
- 2010: Music for lovers. Music versus time. con F.S. Blumm (Sonic Pieces)
- 2010: 7Fingers con Anne Müller (HUSH)
- 2011: Seeljocht con Heather Woods Broderick
- 2011: Oliveray con Peter Broderick
- 2012: Stare con Ólafur Arnalds (Erased Tapes, EP)
- 2013: Music for wobbling Music versus gravity con F.S. Blumm (Sonic Pieces)
- 2013: Juno Reworked con remixes de Luke Abbot, Clark
- 2015: Life Story Love and Glory con Ólafur Arnalds
- 2015: Loon con Ólafur Arnalds (Erased Tapes, EP)
- 2015: Screws Reworked con (misc.)
- 2016: The Gamble con Nonkeen
- 2016: Trance Frendz con Ólafur Arnalds (Erased Tapes, EP)
- 2016: Ellis con Woodkid
- 2016: Oddments of the Gamble con Nonkeen